# Йокерит (футбольный клуб)
«Йо́керит» (фин. FC Jokerit) — финский футбольный клуб, действовавший с 1999 по 2004 годы в Хельсинки. Последний сезон в Вейккауслиге (высшем дивизион) клуб провёл в 2003 году, заняв 10-е место.

## История
В марте 2004 года клуб был куплен хельсинкским футбольным клубом ХИК. После продажи клуб был переименован в «Клуби-04» и стал выступать в лиге Какконен (третий дивизион), в сезонах 2007, 2009, 2010 играл в лиге Юккёнен (второй дивизион). В 2012 году в Хельсинки был основан другой клуб с названием «Йокерит».

## Достижения
- Чемпионат Финляндии (серебро): 2000
- Кубок Финляндии (золото): 1999
- Кубок лиги Финляндии (серебро): 2000